# Лиманова, Татьяна Маратовна
Татья́на Мара́товна Лима́нова (род. 2 апреля 1971, Москва) — российская телеведущая и журналистка. Лауреат телевизионной премии ТЭФИ в номинации «Лучший ведущий информационной программы». 

## Биография

### Ранние годы
Татьяна Лиманова родилась 2 апреля 1971 года в Москве.
В детстве ходила учиться петь в музыкальную школу, танцевать — в балетную студию, плавать — в спортивную секцию и даже пыталась научиться фехтовать.
Журналистикой решила заняться ещё в школе — в девятом классе, а точнее; сподвигла на это — по её собственным словам — американская картина «Гондурас в огне». Одна из героинь картины, женщина-журналистка, была вынуждена работать в опаснейших условиях — буквально в разгар боевых действий. Уже в то время Татьяну очень интересовали экстремальные развлечения.
Первые свои статьи Татьяна публиковала в газетах по меньшей мере малоизвестных, вроде «За качество и темпы», «Пропеллер» московского авиаинститута и «Профтехобразование». Училась на факультете журналистики; теоретическое образование ей давали неплохое, но практический опыт она набирала целиком и полностью самостоятельно, работая параллельно с учёбой. Татьяна умудрялась получать заказы на различных телестанциях, приходя туда буквально с улицы.

### Карьера
С 1998 по 2002 год работала в программе «День за днём» на телеканале «ТВ-6».
С 2002 по ноябрь 2011 года — ведущая новостей «24» на канале «РЕН ТВ».
14 ноября 2011 года в программе «Новости 24» на канале «РЕН ТВ», ведущая Татьяна Лиманова, не выйдя из режима прямого эфира, показала средний палец. По данным пресс-службы, сама журналистка объяснила главному редактору: она показывала свой жест суфлёру и думала, что в этот момент в эфире идет видеоряд и она не находится в кадре. Тем не менее, было принято решение, что Лиманова не может, и не будет продолжать работу на телеканале в качестве ведущей.
С декабря 2011 по 2013 год — ведущая дневного эфира на телеканале «Дождь».
С 2018 по 2020 год — ведущая программы «Телескоп» на канале «Россия-Культура».

### Личная жизнь
Замужем. Сын Иван (2004 г.р.).

## Награды
В сентябре 2010 года Лиманова стала лауреатом телевизионной премии ТЭФИ в номинации «Лучший ведущий информационной программы» и получила «бронзового Орфея».